# 아이촌 (시마네현)
아이촌(阿井村)은 시마네현 니타군에 설치되었던 촌이다. 현재의 오쿠이즈모정에 해당한다.